# 환원 스트레스
환원 스트레스(영어: reductive stress)는 산화 스트레스에 대응하는 개념으로 전자수용체가 대부분 환원됨으로 인해 발생하는 스트레스이다.  환원 스트레스는 과량의 글루타티온으로 인해 발생할 수 있으며, 세포 독성에 기여할 수 있다.

## 같이 보기
- 산화 스트레스
- 항산화 스트레스